# Midge Moreman
Marjorie Daisy Norton Moreman dite Midge Moreman, née le 14 novembre 1902 au Mont Âbû (Inde) et morte en septembre 1987 à Southampton (Angleterre), est une gymnaste artistique britannique.

## Carrière
Midge Moreman remporte aux Jeux olympiques d'été de 1928 à Amsterdam la médaille de bronze du concours général par équipes féminin avec Amy Jagger, Carrie Pickles, Annie Broadbent, Jessie Kite, Hilda Smith, Doris Woods, Margaret Hartley, Lucy Desmond, Queenie Judd, Ethel Seymour et Ada Smith.